# Angara albofasciata
Angara albofasciata är en insektsart som beskrevs av Brunner von Wattenwyl 1891. Angara albofasciata ingår i släktet Angara och familjen vårtbitare. Inga underarter finns listade i Catalogue of Life.